# Formación Dashanpu
La Formación Dashanpu es una formación de rocas del Jurásico medio al superior en China, conocida por la gran cantidad de dinosaurios que han sido excavados en el área. La Formación Dashanpu se ubica alrededor de la pequeña ciudad de Dashanpu, situada siete kilómetros al noreste de la ciudad de Zigong, la tercera ciudad de Sichuan en el distrito de Da'an.

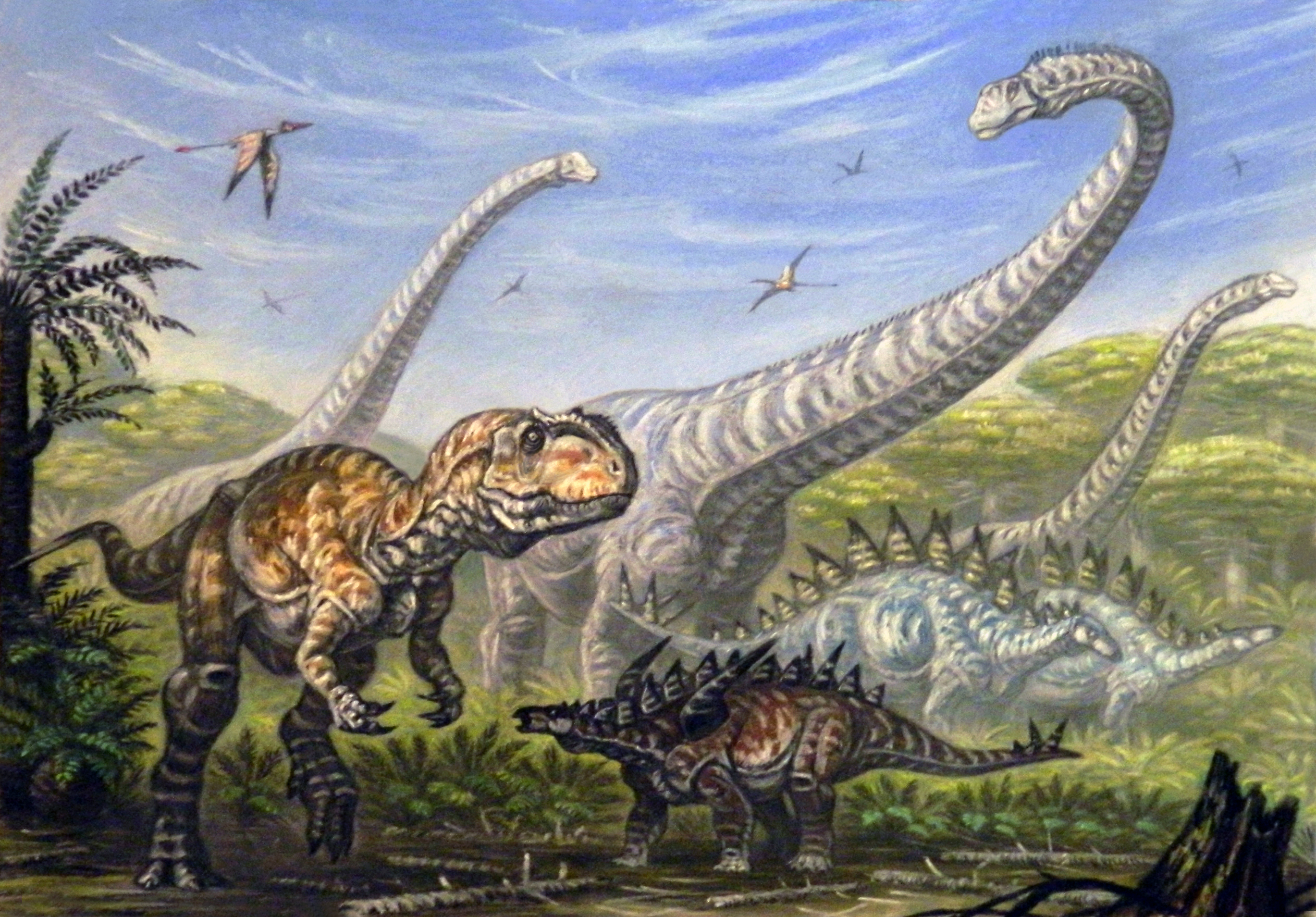
Dinosaurios de la Formación Dashanpu

## Geología
La Formación Dashanpu incluye cuatro capas de roca: Las Formaciones Shaximiao superior e inferior, también llamadas Shangshaximiao y Xiashaximiao, en Pinyin. Simplemente llamadas Formación Shaximiao son las más productivas en fósiles. Las otras dos son la Formación Zhenchuchong y la Formación Ziliujung menos productivas y por lo tanto las menos exploradas.

## Hallazgos de Dinosaurios
La Formación Dashanpu ha brindado principalmente saurópodos, pero también han aparecido muchos otros tipos como terópodos y estegosaurianos. En total, más de 8.000 piezas de huesos, cerca de 40 toneladas, han sido recobradas del área. El sitio era desconocido hasta la década 1970, cuando la compañía china de gas encontró al Gasosaurus en 1972. Este fue el primero de los muchos dinosaurios encontrados en la zona. La mayoría de los especímenes se encuentra en el Museo de Dinosaurios de Zigong, creado a mediados de la década de 1980.
A pesar de ser actualmente una frecuente “mina de dinosaurios”, la Formación Dashanpu era una vez un bosque enorme, evidencia de esto se ha encontrado junto a dinosaurios bajo la forma de madera fosilizada. Paleontólogos especulan que el área también tenía un lago que fue alimentado por un río grande. Los restos del dinosaurio habrían sido barridos hacia el lago por millones de años, así explicando a los centenares de especímenes encontrados. Los paleontólogos han fechado las partes de los años de la formación aproximadamente 168 a 161 millones, entre Bathoniense y el Calloviense en las etapas medias del Jurásico. 

## Investigaciones de Zhiming
El principal paleontólogo que ha hecho la mayor contribución en la formación es Dong Zhiming. Desde 1975 ha efectuado el estudio de las rocas, y de los fósiles que fuera extrayendo del área. El sitio era demolido para hacer las instalaciones de un campo de gas natural y un estacionamiento de vehículos cuando Zhiming llegó por primera vez al área. Entre los claros extensos, Zhiming encontró los fragmentos numerosos de huesos que eran expuestos. Sin embargo, los especímenes eran dañados debido a las niveladoras en el área y había poca posibilidad de cerrar el área pues el estado había invertido millones de yuanes en el sitio. No fue hasta 1985 que el gobierno finalmente acordó cerrar la construcción en el sitio, y para entonces Zhiming y su equipo habían excavado ya más de 100 dinosaurios del área, incluyendo varios cráneos raros del saurópodos. Un dinosaurio fue encontrado en la formación de Dashanpu que fue nombrada en tributo de Dashanpu y del Dong Zhiming:  Dashanpusaurus Dongi.

## Flora y Fauna de la Formación Dashanpu
Además de hallazgos de dinosaurios, muchos otros hallazgos de vida extintas se han hecho en la Formación Dashanpu. Entre estos hallazgos están los peces, anfibios, tortugas, los reptiles marinos tales como cocodrilos y también pterosaurios. Un reptil mamiferoide se ha encontrado allí, un miembro de la subclase Labyrinthodontia y un Pholidosauridae indeterminado. También se han encontrado huellas de un animal que se dio a llamar Chongqingpus. 
- Bivalvia
  - Unionoida
    - Unionidae
      - Unio
- Anfibios
  - Sinobrachyops
- Terapsidos
  - Bienotheroides
- Pterosaurios
  - Angustinaripterus
- Dinosaurios
  - Saurisquios
    - Saurópodos
      - Abrosaurus
      - Dashanpusaurus
      - Datousaurus
      - Mamenchisaurus
      - Omeisaurus
      - Protognathosaurus
      - Shunosaurus

    - Terópodos
      - Chuandongocoelurus
      - Gasosaurus
      - Kaijiangosaurus
      - Xuanhanosaurus
      - Yangchuanosaurus

  - Ornitisquios
    - Tireóforos
      - Chialingosaurus
      - Chungkingosaurus
      - Gigantspinosaurus
      - Huayangosaurus
      - Tuojiangosaurus

    - Ornitópodos
      - Agilisaurus
      - Gongbusaurus
      - Hexinlusaurus
      - Xiaosaurus
- Mammalia
  - Shuotheridia
    - Shuotheriidae
      - Shuotherium